# Shuji Suma
Shuji Suma –en japonés, 須磨 周司, Suma Shuji– (1947-1999) fue un deportista japonés que compitió en judo. Ganó una medalla de oro en el Campeonato Mundial de Judo de 1969 en la categoría de +93 kg.

## Palmarés internacional
| Campeonato Mundial | Campeonato Mundial        | Campeonato Mundial | Campeonato Mundial |
| Año                | Lugar                     | Medalla            | Categoría          |
| ------------------ | ------------------------- | ------------------ | ------------------ |
| 1969               | Ciudad de México (México) | Medalla de oro     | +93 kg             |